# Megumi Yokota
Megumi Yokota (jap. 横田めぐみ Yokota Megumi) (ur. 15 października 1964, zm. prawdopodobnie 13 marca 1994) – Japonka, jedna z trzynastu osób, do których porwania przyznał się reżim północnokoreański. Do uprowadzenia Megumi Yokoty doszło 15 listopada 1977 roku, w miesiąc po jej trzynastych urodzinach.
W roku 2002 Jun’ichirō Koizumi, jako pierwszy japoński premier odwiedził Koreę Północną i spotkał się z jej przywódcą, Kim Dzong-ilem. W trakcie wizyty, władze KRLD przyznały, że w końcówce lat 70 i na początku lat 80, doszło do porwań siedemnastu obywateli Japonii, w tym Megumi Yokoty. Z porwanych osób tylko piątka pozostawała wtedy przy życiu, a Yokota miała popełnić samobójstwo w 1993 roku (następnie zmieniono tę datę na 13 marca 1994). Po przekazaniu skremowanych szczątków rodzinie, na zlecenie rządu Japonii przeprowadzone zostały badania DNA, które nie potwierdziły, że należały one do Megumi Yokoty.
Z przekazanych przez Koreę Północną informacji wynikało, że Megumi Yokota w 1986 roku wyszła za mąż, za obywatela Korei Południowej (prawdopodobnie również porwanego) Kim Young-nam. Rok później urodziła się im córka Kim Hye-gyong. W 2006 roku doszło do spotkania pomiędzy mężem Yokoty a jej rodzicami. Kim Young-nam potwierdził, że Megumi Yokota popełniła samobójstwo w roku 1994, a wcześniej – wskutek depresji – podejmowała próby odebrania sobie życia.

## Kontrowersje związane z badaniem DNA
W artykule, który ukazał się 3 lutego 2005 w magazynie „Nature” przedstawione zostały informacje, które mogą podważać wyniki badań DNA, przeprowadzonych w związku z tą sprawą. Według autorów tekstu, zanieczyszczenie materiału badawczego mogło wpłynąć na ostateczny rezultat testu, a zatem nie można z całą stanowczością stwierdzić czy szczątki należały do Megumi Yokoty czy innej osoby.

## Zainteresowanie mediów
Sprawa porwania Megumi Yokoty oraz innych osób była tematem zainteresowania mediów nie tylko w Japonii, ale także w innych krajach. Wśród kilku opisujących temat filmów, co najmniej jeden został wyemitowany w Polsce: Porwanie: historia Megumi Yokoty, który został uhonorowany z wieloma wyróżnieniami: trzykrotnie Nagrodą Publiczności, tytułem Najlepszego Dokumentu i Nagrodą Jury.

## Filmy
- Porwanie: Historia Megumi Yokoty (2007)[6]
- Megumi film anime[8]